# Franz Bernert
Franz Johann Bernert (4. dubna 1811, Grabštejn[nedostupný zdroj] – 18. března 1890 Drážďany) byl severočeským římskokatolickým duchovním, titulárním biskupem z Azotu, apoštolským vikářem biskupství Míšeň-Drážďany a apoštolským prefektem v Horní Lužici. Stal se rovněž zpovědníkem saského krále Alberta.

## Život

### Počátky životní dráhy
Franz Johann Bernert se narodil v podhradí hradu Grabštejn v rodině panského správce Franze Bernerta. Již v raném věku zamířil na duchovní dráhu a v semináři vystudoval teologii. 26. července 1834 přijal v Litoměřicích jáhenské svěcení a 4. srpna téhož roku byl vysvěcen na kněze. Nejprve působil jako kaplan v Hrádku nad Nisou v sousedství svého rodiště, poté sloužil již jako farář v Raspenavě a v Novém Městě pod Smrkem. V roce 1841 mu bylo přikázáno odejít do sousedního, převážně luteránského Saska, jehož královská rodina byla ovšem katolická. Od roku 1841 působil jako duchovní v Míšni, od roku 1846 pak jako duchovní ve Cvikově. Následně se stal superiorem, tedy hlavním farářem katolického Dvorního kostela v hlavním městě Drážďanech. Jako superior nejvýznamnějšího katolického chrámu v zemi byl přijat v roce 1862 do saské katolické konzistoře jako její druhý duchovní rada. Bernertovy vynikající znalosti teologie a jeho mírná povaha natolik oslovily samotného saského krále Alberta, že si Bernerta vybral za svého privátního duchovního rádce a zpovědníka.

### Apoštolským administrátorem
V Bernertově době panovala v Sasku poněkud nestandardní organizace katolické církve na nejvyšší úrovni. Středověké biskupství v Míšni bylo s nástupem reformace postupně likvidováno, až v roce 1581 zaniklo docela. S přestupem saských kurfiřtů zpět na katolickou víru svitla naděje na jeho obnovení. To se skutečně podařilo v roce 1743, ovšem papežové do biskupství, nově zřízeného pod jménem Drážďansko-míšeňské, již neinstalovali řádné biskupy, nýbrž ponechávali řízení diecéze na tzv. apoštolských vikářích, tedy mimořádných administrátorech Svatého stolce, kteří často, ale ne vždy, disponovali biskupským svěcením. Tato praxe přetrvávala až do roku 1921 a ani za Bernertova života se na ní nic nezměnilo. Teprve po tomto datu začala být diecéze obsazována řádnými biskupy, ovšem až dodnes má poněkud výjimečné postavení v tom, že podléhá přímo Svatému stolci a nikoli některému arcibiskupovi. Zcela zvláštní poměry vládly v saské Horní Lužici, kde Bernert začal sloužit jako děkan budyšínského kostela sv. Petra. Horní Lužice měla ve správních a státoprávních otázkách výjimečné postavení zpečetěné Pražským mírem z r. 1635. Ani jeho postupné oklešťování ani vydání první saské quasi-demokratické a unifikující ústavy v roce 1831 na tom zásadním způsobem nic nezměnilo. V církevně-správních záležitostech podléhala země až do příchodu reformace biskupům v Míšni, poté zřídil papež v roce 1567 úřad tzv. apoštolského prefekta pro Horní Lužici, který sídlil v Budyšíně, měl na starosti lužické katolíky a představoval jakéhosi "biskupa v malém", který se v závažnějších otázkách obracel na pražského arcibiskupa. Od vydání saské ústavy v roce 1831 začalo být pravidlem, že úřady saského apoštolského vikáře a hornolužického apoštolského prefekta bývávaly svěřeny téže osobě. Když v lednu 1875 zemřel dosavadní držitel obou církevních úřadů, Ludwig Forwerk (29. srpna 1816, Drážďany – 8. ledna 1875, Drážďany), byl za jeho nástupce vybrán právě Bernert, který do obou funkcí nastoupil 28. ledna 1876. Aby byl pro své nové úřady lépe vybaven, začal se připravovat na přijetí biskupského svěcení. To obdržel 19. března 1876 v Litoměřicích z rukou biskupa Augustina Wahaly. Zároveň s tím byl Bernert jmenován titulárním biskupem z Azotu. V závěru své životní dráhy, v roce 1884, obdržel Bernert čestný doktorát teologické fakulty Karlo-Ferdinandovy univerzity v Praze. Bernert je pochován na Starém katolickém hřbitově v Drážďanech.

## Rodina a záliby
Bernert se narodil do rodiny Franze Bernerta, vrchnostenského správce clam-gallasovského panství Grabštejn a jeho ženy Veroniky. Měl sestru Annu, která se provdala za Wenzela Schwarze, chudého sedláka ze Špitálního Gruntu, dnešního Dolního Sedla. Měli spolu celkem 7 synů, z nichž dva, Franz (1841–1911) a Adolf se stali významnými sochaři a jiný ze synů, Franz Wenzel (1842–1919), ke kterému měl Bernert ze svých synovců nejblíže, proslul jako světoznámý malíř, jehož díla dodnes vystavují přední evropské galerie. Franz Wenzel Schwarz také studoval v Drážďanech a Bernert ho podporoval na studiích i v kariéře. Výtvarné umění bylo ostatně jednou z velkých zálib Franze Johanna Bernerta, označovaného za "typického představitele intelektuálního a vědátorského duchovního 19. století". K těm dalším zálibám patřily vlastivěda, botanika a tvorba vlastních herbářů.